# Consegna della regola francescana
La Consegna della regola francescana è un dipinto, tecnica mista su tavola (150x185 cm), del pittore napoletano Colantonio, facente un tempo parte di uno smembrato polittico per la chiesa di San Lorenzo Maggiore ed oggi conservato nel Museo nazionale di Capodimonte. L'opera è databile al 1445 circa.

## Storia
Colantonio operò a Napoli tra il 1440 e il 1460 circa, e visse sia la stagione di re Renato (1438-1442), il colto ammiratore dell'arte fiamminga, borgognona e provenzale, sia quella di Alfonso I d'Aragona (al trono dal 1444), legato agli altri territori della corona aragonese, in particolare la Catalogna, a sua volta ispirata ai modi fiamminghi.
Le diversità di questi due momenti di influenza franco-fiamminga sono ben visibili nei due pannelli principali dell'ancóna per la chiesa francescana di San Lorenzo, dipinta tra il 1444 e il 1446 circa in momenti diversi, e completata in seguito da Antonello da Messina con le tavolette laterali dei Beati francescani. Il tema generale dell'ancona era la celebrazione del pensiero francescano, di cui san Girolamo era stato, secondo le teorie di san Bernardino, uno degli ispiratori alla radice.

## Descrizione e stile
La scena mostra, su fondo oro, san Francesco d'Assisi, in piedi al centro, dalla figura longilinea, che offre la Regola francescana ai confratelli inginocchiati attorno a lui: gli uomini a sinistra, con frate Leone che riceve il libro, e le donne a destra, con santa Chiara. In alto volano due angeli simmetrici, che reggono cartigli.
In quest'opera Colantonio si mostra già aggiornato alle novità dell'ambiente di corte aragonese, con una maggiore indole "fiamminghista", filtrata però questa volta dalla scuola iberica, come dimostrano il pavimento inerpicato in verticale, le fisionomie, le aureole traforate, le pieghe rigide e geometriche delle vesti.
Il di poco anteriore San Girolamo nello studio invece resta legato al gusto della precedente corte angioina di re Renato e di pittori come Barthélemy d'Eyck, come dimostrano l'attenzione alla resa dei volumi e la profondità spaziale realistica, oltre alla cura minuziosa del dettaglio e della resa realistica degli oggetti.